# Hauts de Froidmont
Hauts de Froidmont is een gebied, gelegen op de rand van een plateau ten noordwesten van Hallembaye, een gehucht van Haccourt.
Het gebied ligt op een van de meest zuidelijke hellingen in de omgeving van de Sint-Pietersberg. Er zijn schraalgraslanden, enkele oude hoogstamboomgaarden en bossen. Een verlaten groeve bezit steile kalkwanden. De steenuil en de groene specht behoren tot de vogelwereld. Typische planten zijn wilde marjolein op de kalkgraslanden en adelaarsvaren op de zuurdere bodems.